# زارتسکا لهوتا
زارتسکا لهوتا (به چکی: Zářecká Lhota) یک منطقهٔ مسکونی در جمهوری چک است که در شهرستان اوستی ناد اورلیتسی واقع شده‌است. زارتسکا لهوتا ۳٫۰۲ کیلومتر مربع مساحت و ۱۷۵ نفر جمعیت دارد و ۳۳۵ متر بالاتر از سطح دریا واقع شده‌است.